# Баламутівське городище
Баламутівське городище — давньоруське укріплене поселення, збудоване (на межі IX—X століть) у південній частині Галицького князівства на правому березі Дністра, у межах території, на якій пізніше сформувалась Шипинська земля. Укріплення входило в єдину оборону лінію на південних рубежах Галицько-Волинської держави, забезпечувало охорону місцевого населення та «дністровського торгового шляху».
Городище розташовано за 3 км від села Баламутівка Заставницького району Чернівецької області, на високому мисі правого берега Дністра, в урочищі «Таборище». Його площа розмірами 45х40 м з напільного боку обмежена дугоподібним ровом, який своїми кінцями не доходить до урвищ. Зберігся масивний вал, що з обох кінців не доходить до урвищ.
У 1973 р. експедиція Чернівецького університету перерізала траншеєю вал, але жодних конструкцій і знахідок не виявила. На дні заплившого рову (його первісна глибина 2 м, ширина 8 м) лежав шар вугілля товщиною 8 см, у якому знайдено уламки ліпного та гончарного посуду X ст., кістки тварин та перепаленої глини. У центрі укріпленої площадки виявлено напівземлянку з піччю-кам'янкою. Культурний шар IX—X ст. на площі городища виявлено ще у двох розвідкових траншеях. На думку дослідників припинило своє існування в XI столітті.
До городища примикає селище, на території якого простежено сліди розорених напівземлянкових жител. Знайдено велику кількість кераміки IX—X ст. За 1,5 км на північний захід від городища, на першій надлуговій терасі Дністра, розміщується друге синхроне городищу селище.